# Samuel Spokes
Samuel Spokes (16 de abril de 1992) es un ciclista profesional australiano que actualmente corre para el equipo Drapac Cycling.

## Palmarés
2014
- Carrera de la Paz sub-23, más 2 etapas